# Sedia di lancio

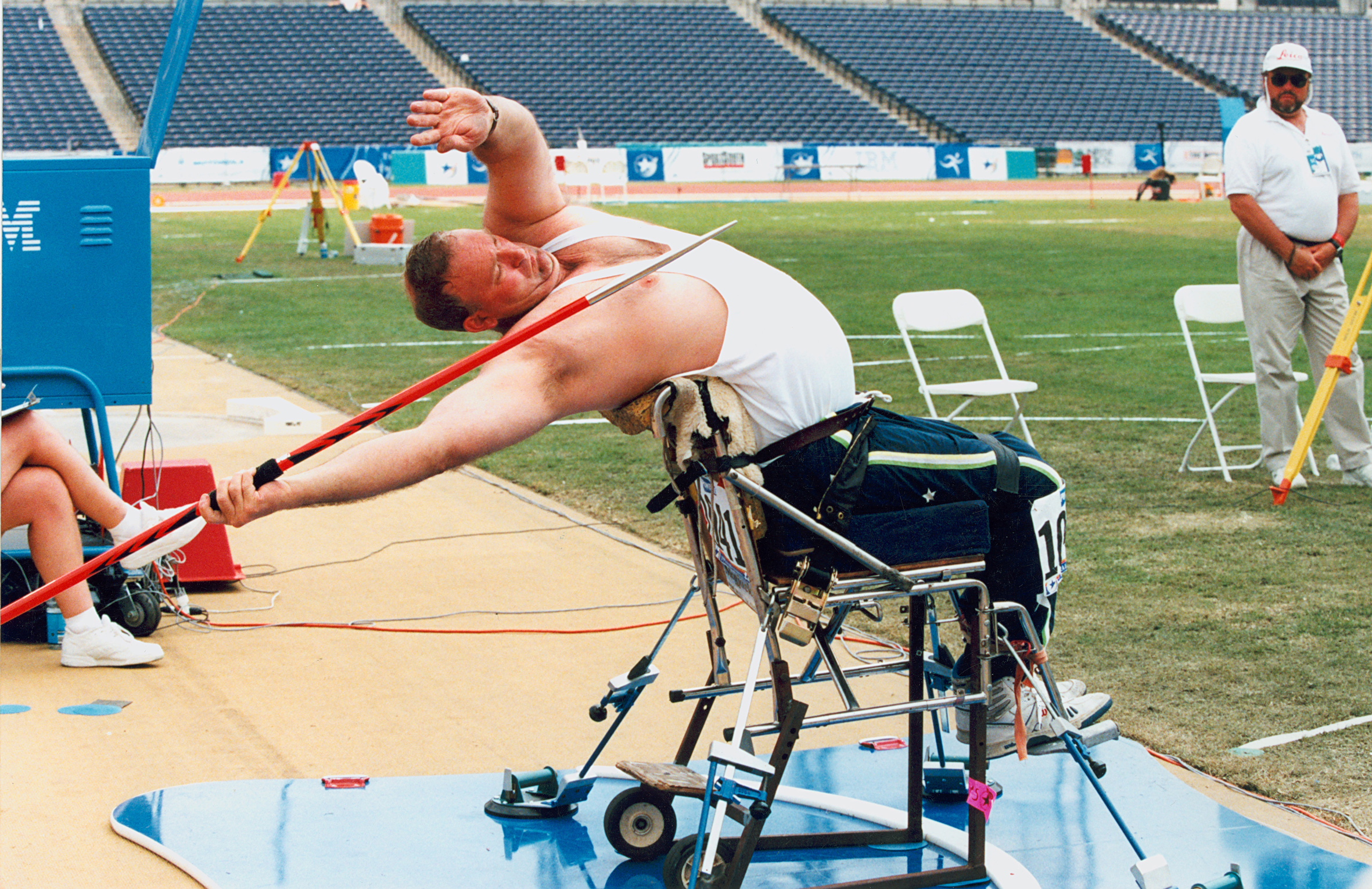
L'atleta paralimpico Bruce Wallrodt mentre lancia il giavellotto su una sedia di lancio.

La sedia di lancio è un attrezzo utilizzato nell'atletica leggera paralimpica per le gare di lancio (peso, disco, giavellotto e clava) per gli atleti non deambulanti appartenenti alle classi di competizione F31-34 e F51-57.

## Descrizione

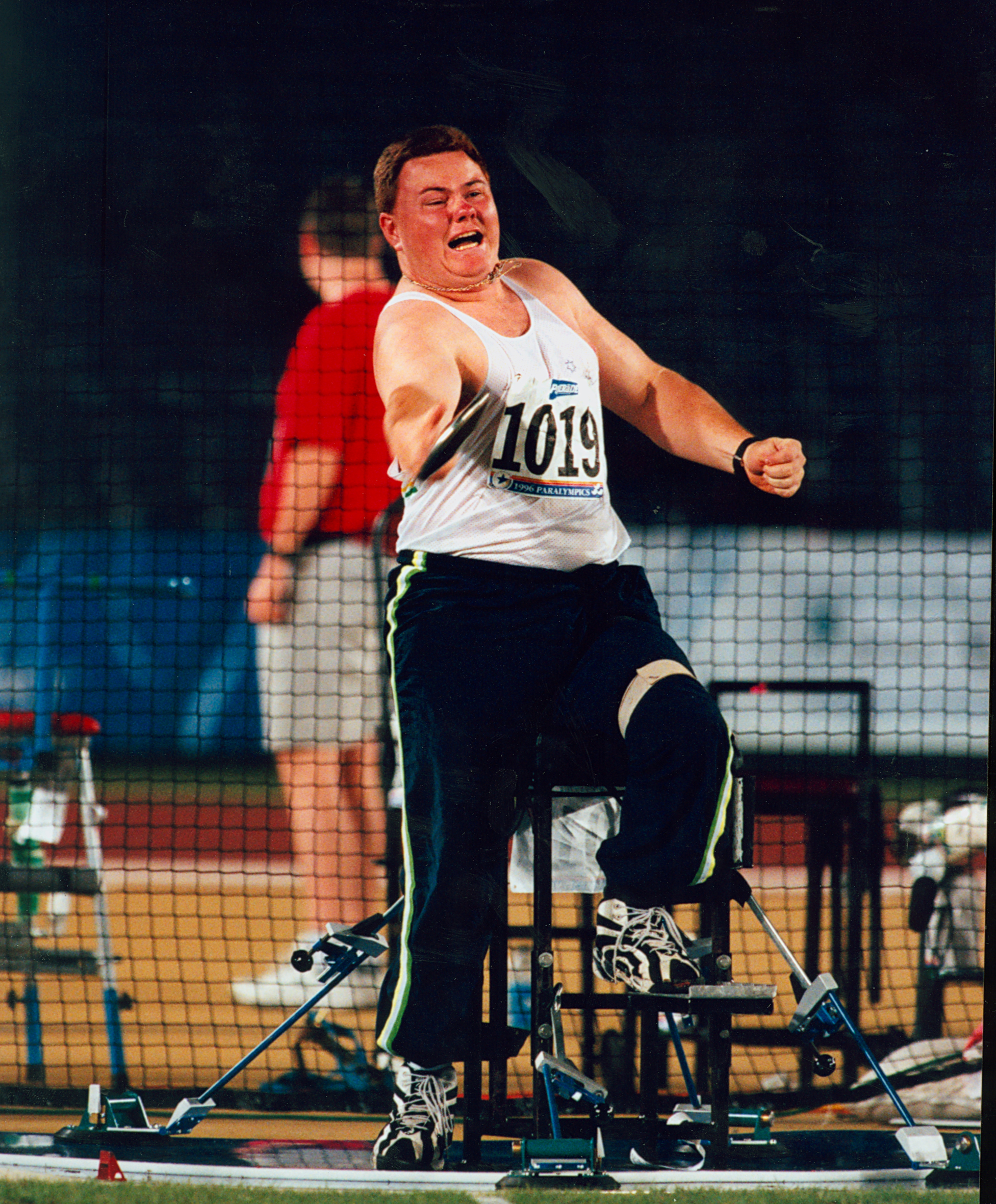
L'atleta paralimpico Stephen Eaton mentre lancia il disco su una sedia di lancio.

La sedia di lancio consiste in un telaio metallico di forma cubica o parallelepipeda che deve essere fissato all'interno della pedana di lancio, in modo che non possa muoversi durante la fase di lancio. 
La sedia di lancio può essere dotata di schienale e di una barra rigida e non flessibile, a sezione quadrata o circolare, perpendicolare al terreno, per consentire la presa da parte dell'atleta con la mano non utilizzata per il lancio dell'attrezzo.
L'atleta può appoggiare una o entrambe le gambe sulla sedia di lancio e può esservi fissato mediante apposite cinture per impedire cadute.

## Regole per le competizioni con sedia di lancio
Il regolamento della World Para Athletics prevede alcune norme specifiche per la sedia di lancio, che devono essere rispettate in tutte le competizioni internazionali e nazionali organizzate o riconosciute dalla WPA:
Regola 35
1. Specifiche della sedia di lancio:

a) L'altezza massima del piano di seduta, compresa l'eventuale imbottitura, non deve superare i 75 cm.
b) Ogni sedia di lancio deve avere un piano di seduta di forma quadrata o rettangolare con ciascun lato lungo almeno 30 cm. Il piano di seduta deve essere orizzontale o con la parte anteriore più alta rispetto alla posteriore (ovvero inclinata all'indietro).
c) La sedia di lancio può avere supporti laterali, anteriori e posteriori per motivi di sicurezza. Questi possono essere realizzati in tessuto non elastico o in materiale rigido e non mobile (ad esempio acciaio o alluminio). Lo schienale può comprendere un'imbottitura che non deve superare i 5 cm di spessore.
d) Gli eventuali schienali laterali, posteriore o anteriore non possono avere molle o giunti mobili o altre caratteristiche che potrebbero agevolare l'atleta del lancio dell'attrezzo.
e) La sedia da lancio può essere dotato di una barra verticale rigida. La barra verticale deve essere un unico elemento dritto senza curve o piegature e con una sezione circolare o quadrata, non ovale o rettangolare. Non deve incorporare molle o giunti mobili o altre caratteristiche che potrebbero agevolare l'atleta del lancio dell'attrezzo.
f) Nessuna parte della sedia di lancio, inclusa l'eventuale barra verticale, può essere mobile durante l'azione di lancio. [...]
g) Il poggiapiedi, se presente, deve essere utilizzato esclusivamente per il supporto e la stabilità dell'atleta.
h) È utilizzabile anche una comune carrozzina da passeggio, purché soddisfi tutti i suddetti criteri (compreso il requisito della non mobilità durante il lancio).